# Глоссарий геральдических терминов
На протяжении сотен лет, с самого её зарождения в XII веке, для описания гербов был выработан особый геральдический язык, благодаря которому возможно воспроизведение герба в словесной форме.

## Щиты

Различные формы щитов и их национальные традиции

Формы геральдических щитов внешне отличают одну национальную традицию гербоведения от другой. 
Для более полной информации о щитах см. Щит (геральдика)

### Деления
| Термин                        | Пояснение | Рисунок  |
| ----------------------------- | --- | -------- |
| Вилообразный крест            | почетная геральдическая фигура, образуемая слиянием в центре щита двух полос, выходящих из верхних углов щита, и одной полосы, выходящей из середины нижней кромки щита                            |          |
| Пересеченный (щит)            | поле щита, разделенное посередине горизонтальной линией | 50x50pjx |
| Разделенный гонтовидно        | деление щита на прямоугольники четырьмя вертикальными и тремя горизонтальными линиями |          |
| Разделенный вилообразно (щит) | деление щита тремя линиями, выходящими из верхних углов и середины нижней кромки щита и сходящимися в центре щита.                                                                                 |          |
| Разделенный четверочастно     | деление щита на четыре части линиями, выходящими из середины противоположных кромок щита |          |
| Рассечённый (щит)             | деление щита пополам вертикальной линией |          |
| Скошенный (щит)               | деление щита диагональной линией, проходящей из верхнего угла щита в нижний. В зависимости от направления и количества диагональных линий щит может быть скошенный слева, справа или четверочастно |          |
| Четверть (щит)                | почетная геральдическая фигура в виде прямоугольника, образованного двумя линиями, выходящими из середины двух прилегающих сторон щита                                                             |          |

## Прочее
| Термин                  | Пояснение | Рисунок             |
| ----------------------- | --- | ------------------- |
| Александровская лента   | лента красного цвета, применявшаяся в гербах областей, градоначальств и в гербах уездных городов |                     |
| Андреевская лента       | лента голубого цвета, применявшаяся в гербах губернских городов, гербах столиц и городов временного пребывания царствующих особ |                     |
| Арматура (паноплия)     | украшение из военных и других эмблем и предметов, располагающихся вокруг щита или за щитом |                     |
| Боевой клич             | восклицание, призыв в форме изречения возвышенного, чаще всего воинственного характера. Помещается над гербовым щитом и его верхними украшениями на ленте |                     |
| Бурелет                 | фигура в виде матерчатого жгута с чередующимися цветами, повторяющими цвета герба. Помещается поверх шлема |                     |
| Бык                     | символ труда и терпения, плодородия и скотоводства |                     |
| Василиск                | мифический чудовищный змей. Символ могущества, свирепости и царственности |                     |
| Венец                   | основание короны в виде обруча |                     |
| Вензель                 | фигурное декоративное сплетение одной или нескольких букв с цифрой или без неё, имеющее отношение к гербовладельцу |                     |
| Взлетающий              | положение птицы с поднятыми вверх крыльями |                     |
| Виноград                | один из древнейших символов плодородия и изобилия, а также жизненной силы и жизнерадостности, виноградная лоза одновременно была символом оседлости |                     |
| Возрастающий            | положение фигуры, когда над горизонтальной линией возвышается только часть основной фигуры |                     |
| Волк                    | символ алчности, злости и прожорливости. Помещается в гербах как знак победы над алчным, злым противником |                     |
| Восстающий              | положение животного, стоящего на задних ногах, когда правая …[уточнить]. Если в тексте описания герба сказано, что в поле щита лев, то это означает, что он изображен именно в этом положении |                     |
| Ворон                   | символ предусмотрительности и долголетия |                     |
| Гарпия                  | женщина-птица с головой и грудью женщины, телом и крыльями орла и железными когтями. Символ омерзительных порочных страстей. Помещается в гербах как знак победы над низменным противником |                     |
| Георгиевская лента      | лента с тремя черными и двумя оранжевыми полосами. Применялась как элемент украшения в гербах городов-крепостей, отличившихся во время осады неприятелем |                     |
| Гербовник               | гербовая книга, в которой помещено собрание гербов с их описанием и родословными данными |                     |
| Голубь                  | символ смирения и чистоты, Святого Духа |                     |
| Грифон                  | чудовищная птица с орлиным клювом и телом льва. Символизирует могущество, власть, бдительность, быстроту и силу |                     |
| Девиз                   | выразительное изречение, афоризм, имеющий прямое или аллегорическое отношение к гербовладельцу. Помещается на узкой ленте под или над щитом. Цвет ленты и букв должен соответствовать цвету или металлу герба |                     |
| Десница                 | правая рука с вытянутыми указательным и средним пальцами. Символизирует верность клятве, присяге, обещанию |                     |
| Дракон                  | фантастическое существо с головой и ногами орла, языком в виде жала, туловищем змея, крыльями летучей мыши и толстым кольчатым хвостом. Символизирует силу и могущество. Как змий (змей), которого поражает всадник, символизирует зло и смуту | Dragon is were good |
| Дубовый лист            | символизирует силу, могущество, прочность, борьбу и победу. Дубовые листья помещались в гербах губерний |                     |
| Единорог                | мифическое животное с телом лошади и длинным рогом на лбу. Символизирует силу, непобедимость, устрашение. В христианстве — символ чистоты и девственности |                     |
| Журавль                 | символ бдительности |                     |
| Зеркало                 | символ осторожности и общественной власти, честного выполнения общественного долга, правдивости и чистоты помыслов |                     |
| Змея                    | символ мудрости, добра и предосторожности. Змея, свернувшаяся кольцом — символ здоровья; держащая во рту хвост — символ вечности, бесконечности, бессмертия; ползущая — символ печали; пьющая из чаши — символ врачевания, медицины |                     |
| Золото                  | символизирует справедливость, милосердие и смирение, а также богатство, знатность, самостоятельность |                     |
| Кабан                   | символ неустрашимости и могущества |                     |
| Кадуцей (жезл Меркурия) | жезл, обвитый глядящими друг на друга змеями. Символ торговли, изобилия, острого разума, красноречия и прилежания в труде, мирного разрешения споров |                     |
| Колос                   | символизирует земледелие, богатство земли. Помещался в гербах городов и посадов, отличающихся земледелием |                     |
| Копьё                   | колющее или колюще-рубящее древковое холодное оружие, второе по значению (после меча) оружие древности и Средневековья, символ агрессивной воинской активности |                     |
| Корона                  | символизирует господство и власть. В гербах используется множество различных корон: античная, баронская, герцогская, графская, дворянская, императорская и многие другие |                     |
| Кошка                   | символ независимости |                     |
| Крыло (птичье)          | эмблема быстроты, скорости, один из атрибутов бога вестей и гонцов Гермеса (Меркурия). В русской геральдике XVIII—XIX веков применялись как эмблема покровительства, патронажа, благоволения, попечения. Для отличия их от эмблемы скорости в эмблеме покровительства отсутствовала стрела |                     |
| Ангел                   | символ чистоты, веры, одна из популярных фигур. Обычно используется в качестве щитодержателя, хотя нередко встречается и как гербовая фигура, часто использовался в виде покровителя, защитника |                     |
| Лавровый венец          | символ нерушимости, твердой славы, величия и победы |                     |
| Лев                     | символ власти, силы, храбрости и великодушия |                     |
| Леопард                 | символ стойкости, смелости и отваги в бою |                     |
| Лестница                | символ больших возможностей для развития, новых средств для повышения благосостояния |                     |
| Мантия                  | накидка в виде плаща или палатки, прикрывающая герб. Применяется в гербах государей, принцев и князей |                     |
| Медведь                 | символ предусмотрительности и силы |                     |
| Меч                     | старинное оружие в виде длинного обоюдоострого ножа с рукоятью и эфесом. Символизирует готовность к защите отечества, рода, города от врагов, а также участие в сражениях; справедливость в исполнении закона, высшую форму власти. В гербах часто изображается и так называемый огненный (пламенеющий) меч — символ не только военного, но и духовного оружия, которое символизирует просветительство, свет, добро |                     |
| Молот                   | символизирует упорный нелегкий труд ремесленников и рабочих. Помещался в гербах городов, отличающихся промышленным производством |                     |
| Намёт                   | композиция из украшений в виде причудливых листьев, соединенных между собой и выходящих из верхней части шлема вправо и влево. Изображается финифтью сверху и металлом снизу |                     |
| Нашлемник               | фигура, помещаемая на шлеме, короне или поверх бурелета. Символизировал особое отличие у рыцарей. В качестве нашлемника употреблялись фигуры, обычно повторяющиеся в щите, а также страусовые или павлиньи перья и другое |                     |
| Негеральдические фигуры | фантастические, а также фигуры, взятые из жизни, созданные природой или человеком. Изображаются в гербах натуральными цветами |                     |
| Овца                    | символ кротости, доброты и сельской жизни |                     |
| Олень                   | символ воина, перед которым бежит неприятель |                     |
| Оливковая ветвь         | символ мира и процветания |                     |
| Орёл                    | символ власти, господства, независимости, силы, а также великодушия и прозорливости; российский двуглавый орёл — символ единства европейской и азиатской частей России, преемственности христианства от Византии, символ высшей власти |                     |
| Павлин                  | символ тщеславия и суетности. Помещался в гербах как знак победы над гордым противником |                     |
| Пеликан                 | символ бескорыстия и самопожертвования, благотворительной помощи и заботы |                     |
| Петух                   | символ бодрствования, бдительности, верного стражника, символ боя, сражения, борьбы. Петух также символизирует мужское активное начало, силу и энергию |                     |
| Подкова                 | символ удачи и счастья |                     |
| Полумесяц               | полукруг с вогнутой средней частью. Может изображаться с человеческим профилем. Символизирует победу над исламом или связь с ним |                     |
| Посох                   | символ духовной власти и святительства |                     |
| Пчела                   | символ трудолюбия и неутомимости. |                     |
| Роза                    | розы являются символом красоты, совершенства, радости, любви, чистоты, блаженства, гордости, мудрости, тайны |                     |
| Рука с мечом            | символ верности воинскому долгу |                     |
| Свеча                   | символ бескорыстного служения делу, созидания и освобождения. В христианстве огонь свечи — символ Христа. Погасшая свеча — символ смерти |                     |
| Свиток                  | символ учености, отношения к большой науке |                     |
| Сень                    | фигура шатрообразной формы или в виде балдахина, изображаемая в гербе поверх мантии. Изображается золотым цветом, оторачивается бахромой и венчается короной |                     |
| Скипетр                 | фигура в виде жезла с наконечником сверху. Символизируя высшую власть монарха, изображался в гербах столиц и городов постоянного пребывания царствующих особ |                     |
| Мальтийский крест       | символ рыцарской добродетели — его столпы: вера, милосердие, правда, справедливость, безгрешие, смирение, искренность, терпение. Четыре направления креста говорили о главных христианских добродетелях — благоразумии, справедливости, силе духа и воздержании |                     |
| Собака                  | символ верности, преданности, бдительности и послушания. Редко — символ врачевания (зализывает раны) |                     |
| Сова                    | символ мудрости, смекалки и расторопности |                     |
| Сокол                   | символ храбрости, ума и красоты |                     |
| Солнце                  | символ истины, провидения, богатства и изобилия |                     |
| Факел                   | символ правды, стремления к знаниям, духовного горения и желания творить, готовности к самопожертвованию. Факел, склоненный к земле — символ смерти |                     |
| Феникс                  | мифическая птица, возрождающаяся из огня и пепла. Символ возрождения и бессмертия |                     |
|                         | |                     |
| Шлем                    | Гербовый элемент. Отражает достоинство рода, в связи с чем выделяют шлемы княжеские, графские, дворянские, бессословные и другие |                     |
| Щит                     | Основной гербовый элемент. Условная рамка, в которой помещаются гербовые поля и фигуры. |                     |
| Щитодержатели           | фигуры, изображенные по сторонам щита и как бы поддерживающие его. Ими могут быть изображения человека, святых, животных, а также фантастических существ. Щитодержатели изображаются натуральными цветами. Они могут повторять фигуры, помещенные в щите, или иметь какое-либо отношение к владельцу — например, могут изображать подчиненных гербовладельца, его покровителей, национальность владельца герба и другое |                     |
| Яйцо                    | символ начала всего живого, надежды |                     |
| Рог изобилия            | символ изобилия и процветания, восходящий к Древней Греции. Изображается большей частью изогнутым, в виде рога животного, наполненным цветами, плодами и тому подобным, то есть повёрнутым вверх (реже извергающим их и всяческие блага, то есть повёрнутым вниз). В произведениях изобразительного искусства влагается в руки маленького Плутоса (бога богатства в древнегреческой мифологии), Фортуны (Тюхе), Геи, а также Геракла. В архитектуре изображается на капителях и карнизов домов,также над сводами зданий, под окнами и тому подобными элементами строений. |                     |